# Eko-Okna
Eko-Okna S.A. est une entreprise polonaise basée à Kornice, spécialisée dans la production de fenêtres et de portes en PVC et en aluminium,. L'entreprise est le plus grand fabricant de fenêtres en Europe,.

## Caractéristique
La première usine de l'entreprise, d'une superficie de 200 m2, ouvre en 1998 et est située à Racibórz, rue Kosciuszko. En 2000, l'entreprise déménage dans le quartier Studzienna, puis dans la rue Łąkowa, où elle reste pendant les huit années suivantes. En février 2009, une nouvelle usine de production à Kornice est officiellement inaugurée. Celle-ci est composée d'un hall de production, d'un immeuble de bureaux et de deux parkings,.
La société est passée d'une société à responsabilité limitée à une société par actions le 13 novembre 2015.
Actuellement, l'activité principale de l'entreprise se situe à Kornice. Une deuxième usine Eko-Windows est actuellement en cours de construction. Celle-ci est construite dans la zone d'investissement de Wodzisław Śląski.

## Activités caritatives
L'entreprise soutient la fondation « Nos Enfants Kornice ».